# Retrato de Sebastià Junyent
Retrato de Sebastià Junyent es un óleo sobre tela pintado por Pablo Picasso en Barcelona hacia 1903, y depositado en el Museo Picasso de Barcelona.

## Contexto histórico y artístico
La estancia barcelonesa de Picasso que transcurre desde mediados de enero de 1903 hasta el 12 de abril de 1904 (en que se  va definitivamente de la ciudad para instalarse en París) es el periodo más prolífico en cuanto a la ejecución de retratos dentro de la época azul.
Uno de los retratos más bellos lo dedica a su amigo Sebastià Junyent y Sans (1865-1908), con quien, en estos momentos, estrecha sus vínculos. Pintor, ilustrador y diseñador gráfico, es también ensayista y crítico de arte en revistas tan importantes de la época como Joventut y La Renaixensa, que le dan un merecido prestigio.
Desahogado económicamente gracias a una herencia que le dejó su tío homónimo, ayudó a Picasso en más de una ocasión e, incluso, le ofreció compartir una temporada su estudio de la calle de Bonavista, en el barrio de Gracia. Allí se dedican mutuamente un retrato. El de Junyent tiene como fondo La Vida (Museo de arte de Cleveland), que Picasso se encontraba pintando en aquellos días y que Junyent compró junto con El Viejo Judío por quinientas pesetas. Su posición acomodada lo convirtió en un buen coleccionista de la obra de Picasso, si bien después las obras se dispersaron.

## Descripción
Este cuadro de 73 x 60 cm es de una gran belleza plástica. Picasso dio al rostro, enrojeciéndolo, una tonalidad natural que había hecho desaparecer en la mayoría de figuras de la época. A la vez se aprecia una gran sutileza técnica en la realización de los cabellos. El contorno de la figura lo hace  mediante un perfilado grueso de color negro que salpica, incluso chorrea, una parte del fondo. El azul que emplea el artista es más suave que el usado con anterioridad, es un azul de Barcelona.